# Matsuri-bayashi
Le matsuri-bayashi (祭囃子) est la musique traditionnelle accompagnant les matsuri au Japon. Elle est souvent appelée plus simplement hayashi (囃子), mais le terme est ici volontairement plus précis afin de la distinguer de la musique de kabuki, de nô, de kagura ou d'autres spectacles, que ce terme peut aussi désigner. De nombreux matsuri différents ayant lieu au Japon, avec une musique et des instruments distincts, on ne peut pas les rattacher a une seule origine commune.

## Types dematsuri-bayashi
Selon la région :
- Tōhoku : Oyama-bayashi (飾山囃子?), Hanawa-bayashi (花輪ばやし?) ;
- Kantō : Sawarashi-bayashi (佐原囃子?) ;
- Chūbu (Tōkai) : Sanjasairei-bayashi (三社祭礼囃子?) ;
- Kansai : Gion-bayashi (祇園囃子?), Ise ondo (伊勢音頭?), Danjiri-bayashi (地車囃子?) ;
- Kyūshū : Boshita-bayashi (ボシタ囃子?).